# Centrolene robledoi
Espèce
Statut de conservation UICN

 LC  : Préoccupation mineure
Centrolene robledoi est une espèce d'amphibiens de la famille des Centrolenidae. Depuis la redéfinition du genre Centrolene, il est évident que C. robledoi n'appartient pas à ce genre mais aucun autre genre n'a pour l'instant été proposé de manière formelle.

## Répartition
Cette espèce est endémique de Colombie. Elle se rencontre dans les départements d'Antioquia, de Caldas et de Risaralda de 800 à 2 800 m d'altitude dans la cordillère Centrale.

## Description
Les mâles mesurent de 19,9 à 24,4 mm et les femelles de 23,4 à 25,9 mm.

## Publication originale
- Ruiz-Carranza & Lynch, 1995 : Ranas Centrolenidae de Colombia VIII. Cuatro nuevas especies de Centrolene de la Cordillera Central. Lozania, vol. 65, p. 1-16.